# Saint-Martin-aux-Arbres
Pour les articles homonymes, voir Saint-Martin.
Saint-Martin-aux-Arbres est une commune française située dans le département de la Seine-Maritime, en Normandie.

## Géographie

### Communes limitrophes
| Criquetot-sur-Ouville | Yerville                | Bourdainville |
|                       | Saint-Martin-aux-Arbres | Ectot-l'Auber |
| Motteville            | Auzouville-l'Esneval    | Saussay       |

### Hydrographie
La commune est située dans le bassin Seine-Normandie. Elle n'est drainée par aucun cours d'eau,.

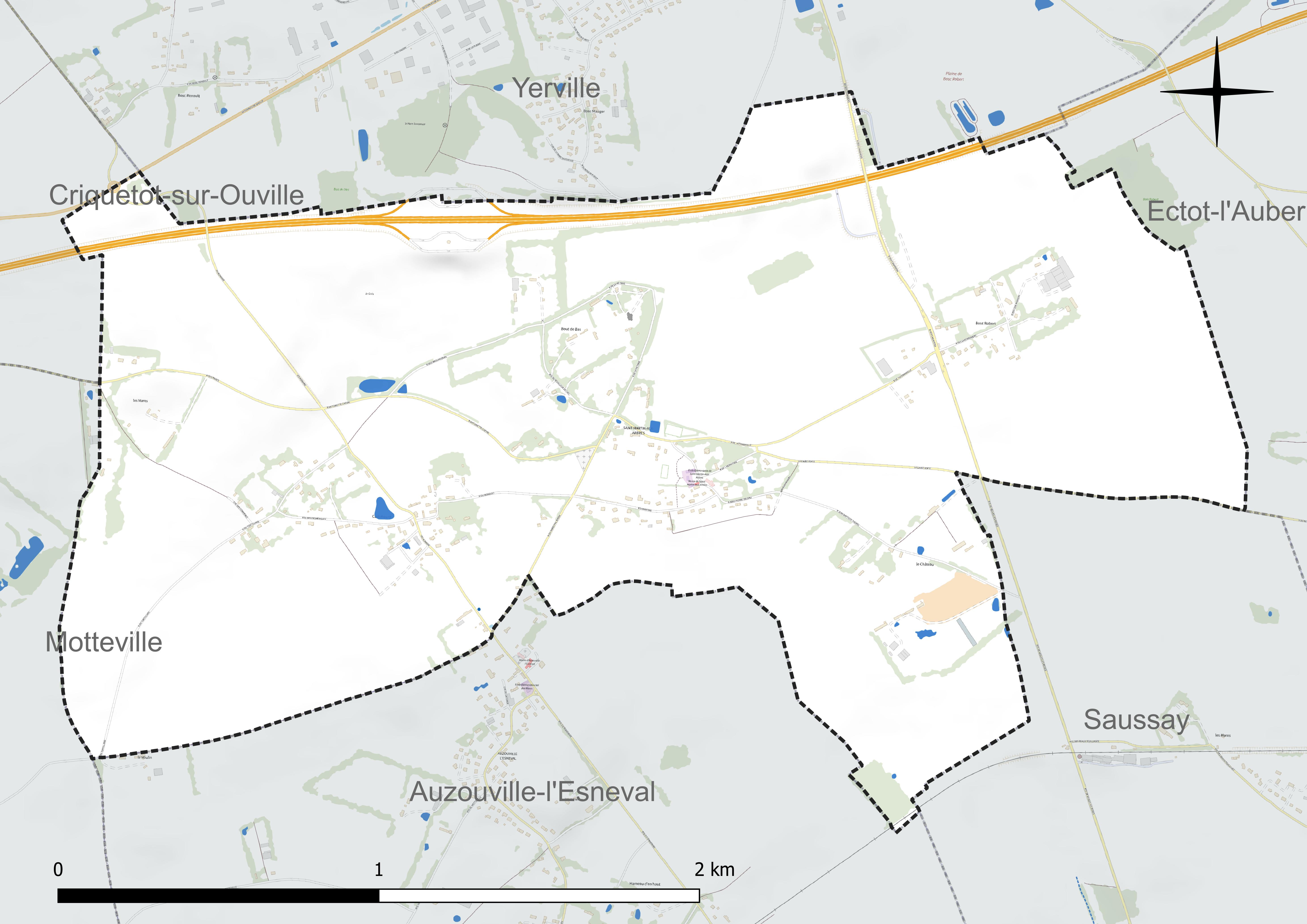
Réseau hydrographique de Saint-Martin-aux-Arbres.

### Climat
Pour des articles plus généraux, voir Climat de la Normandie et Climat de la Seine-Maritime.
En 2010, le climat de la commune est de type climat océanique altéré, selon une étude du CNRS s'appuyant sur une série de données couvrant la période 1971-2000. En 2020, Météo-France publie une typologie des climats de la France métropolitaine dans laquelle la commune est exposée à un climat océanique et est dans la région climatique  Côtes de la Manche orientale, caractérisée par un faible ensoleillement (1 550 h/an) ; forte humidité de l’air (plus de 20 h/jour avec humidité relative > 80 % en hiver), vents forts fréquents. Parallèlement le GIEC normand, un groupe régional d’experts sur le climat, différencie quant à lui, dans une étude de 2020, trois grands types de climats pour la région Normandie, nuancés à une échelle plus fine par les facteurs géographiques locaux. La commune est, selon ce zonage, exposée à un « climat maritime », correspondant au Pays de Caux, frais, humide et pluvieux, légèrement plus frais que dans le Cotentin.
Pour la période 1971-2000, la température annuelle moyenne est de 10 °C, avec une amplitude thermique annuelle de 14 °C. Le cumul annuel moyen de précipitations est de 957 mm, avec 13,8 jours de précipitations en janvier et 8,9 jours en juillet. Pour la période 1991-2020, la température moyenne annuelle observée sur la station météorologique la plus proche, située sur la commune d'Ectot-lès-Baons à 6 km à vol d'oiseau, est de 10,8 °C et le cumul annuel moyen de précipitations est de 905,5 mm,. Pour l'avenir, les paramètres climatiques de la commune estimés pour 2050 selon différents scénarios d’émission de gaz à effet de serre sont consultables sur un site dédié publié par Météo-France en novembre 2022.

## Urbanisme

### Typologie
Au 1er janvier 2024, Saint-Martin-aux-Arbres est catégorisée commune rurale à habitat dispersé, selon la nouvelle grille communale de densité à sept niveaux définie par l'Insee en 2022.
Elle est située hors unité urbaine. Par ailleurs la commune fait partie de l'aire d'attraction de Rouen, dont elle est une commune de la couronne,. Cette aire, qui regroupe 317 communes, est catégorisée dans les aires de 200 000 à moins de 700 000 habitants,.

### Occupation des sols
L'occupation des sols de la commune, telle qu'elle ressort de la base de données européenne d’occupation biophysique des sols Corine Land Cover (CLC), est marquée par l'importance des territoires agricoles (100 % en 2018), une proportion identique à celle de 1990 (100 %). La répartition détaillée en 2018 est la suivante : 
terres arables (76,2 %), prairies (23,8 %). L'évolution de l’occupation des sols de la commune et de ses infrastructures peut être observée sur les différentes représentations cartographiques du territoire : la carte de Cassini (XVIIIe siècle), la carte d'état-major (1820-1866) et les cartes ou photos aériennes de l'IGN pour la période actuelle (1950 à aujourd'hui).

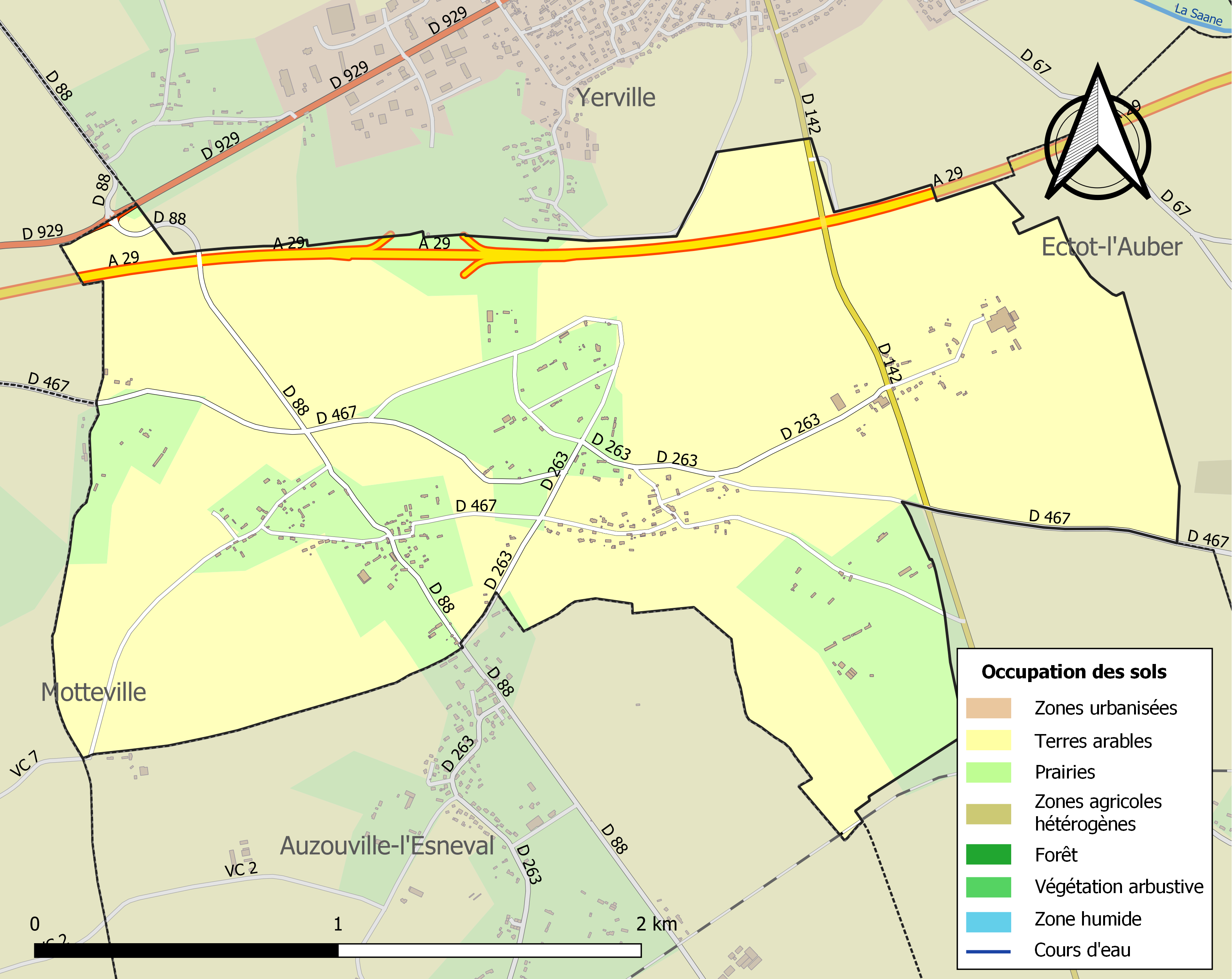
Carte des infrastructures et de l'occupation des sols de la commune en 2018 (CLC).

### Voies de communication et transports
La commune est desservie par la ligne de car régional Nomad 526 qui va de Yerville à Rouen.

## Toponymie
Le nom de la localité est attesté sous les formes Ecclesie Sancti Martini ad Arbores vers 1240; De Sancto Martino ad Arbores en 1269; De Sancto Martino, armigeris en 1290; Parrochia Sancti Martini ad arbores en 1292; Saint Martin ad arbres en 1319; Sanctus Martinus ad Arbores en 1337; Saint Martin aux Arbres en 1431 (Longnon, 13, 80); Saint Martin aux Arbres, fief noble en  1403; Seigneurie de Saint Martin aux arbres en 1406 et 1408; A Saint Martin aux arbres en 1412; Foire de Saint Martin aux arbres en 1451; Sergenterie de Saint Martin aux arbres au  XVe siècle; Fief de Saint Martin aux Arbres en 1560 (Prévost, 336, serg. de Pavilly); Fief ou fiefferme de Saint Martin aulx Arbres en 1594 (Prévost, 304); Saint Martin aux Arbres en 1715 (Frémont), en 1757 (Cassini), en  1738, en 1717; en 1738 (Pouillé); Saint-Martin-aux-Arbres en 1953.
L'hagiotoponyme de Saint-Martin désigne Martin de Tours (mort en 397).
Un grand nombre de toponymes évoquent des arbres sacrés disparus depuis longtemps. De nombreux arbres s'entourent de légendes et servent de supports au culte des saints.

## Histoire

### Héraldique
| Armes de Saint-Martin-aux-Arbres | Les armes de la commune de Saint-Martin-aux-Arbres se blasonnent ainsi : De gueules à saint Martin équestre partageant son manteau avec un mendiant debout à senestre, le tout d’or, au chef d’argent chargé de trois arbres de sinople. |

## Politique et administration
| Période                                  | Période                    | Identité          | Étiquette | Qualité                         |
| ---------------------------------------- | -------------------------- | ----------------- | --------- | ------------------------------- |
| Les données manquantes sont à compléter. |                            |                   |           |                                 |
| 1936                                     |                            | M. Izarn          |           |                                 |
| <1963>avant 1981</1991>                  | 1991                       | Roland Cléret     |           |                                 |
| Les données manquantes sont à compléter. |                            |                   |           |                                 |
| juin 1995                                | 2014                       | Françoise Suitner | UDI       |                                 |
| 2014                                     | En cours (au 10 août 2020) | Olivier Ricœur    |           | Réélu pour le mandat 2020-2026, |

## Démographie
L'évolution du nombre d'habitants est connue à travers les recensements de la population effectués dans la commune depuis 1793. Pour les communes de moins de 10 000 habitants, une enquête de recensement portant sur toute la population est réalisée tous les cinq ans, les populations de référence des années intermédiaires étant quant à elles estimées par interpolation ou extrapolation. Pour la commune, le premier recensement exhaustif entrant dans le cadre du nouveau dispositif a été réalisé en 2008.

En 2022, la commune comptait 305 habitants, en évolution de −7,01 % par rapport à 2016 (Seine-Maritime : +0,35 %, France hors Mayotte : +2,11 %).
| 1793 | 1800 | 1806 | 1821 | 1831 | 1836 | 1841 | 1846 | 1851 |
| ---- | ---- | ---- | ---- | ---- | ---- | ---- | ---- | ---- |
| 440  | 566  | 556  | 626  | 690  | 662  | 681  | 702  | 663  |

| 1856 | 1861 | 1866 | 1872 | 1876 | 1881 | 1886 | 1891 | 1896 |
| ---- | ---- | ---- | ---- | ---- | ---- | ---- | ---- | ---- |
| 604  | 600  | 585  | 516  | 524  | 497  | 426  | 382  | 344  |

| 1901 | 1906 | 1911 | 1921 | 1926 | 1931 | 1936 | 1946 | 1954 |
| ---- | ---- | ---- | ---- | ---- | ---- | ---- | ---- | ---- |
| 356  | 339  | 309  | 300  | 302  | 244  | 242  | 242  | 234  |

| 1962 | 1968 | 1975 | 1982 | 1990 | 1999 | 2006 | 2008 | 2013 |
| ---- | ---- | ---- | ---- | ---- | ---- | ---- | ---- | ---- |
| 248  | 243  | 230  | 218  | 287  | 283  | 288  | 290  | 327  |

| 2018 | 2022 | - | - | - | - | - | - | - |
| ---- | ---- | - | - | - | - | - | - | - |
| 319  | 305  | - | - | - | - | - | - | - |

## Vie associative et sportive

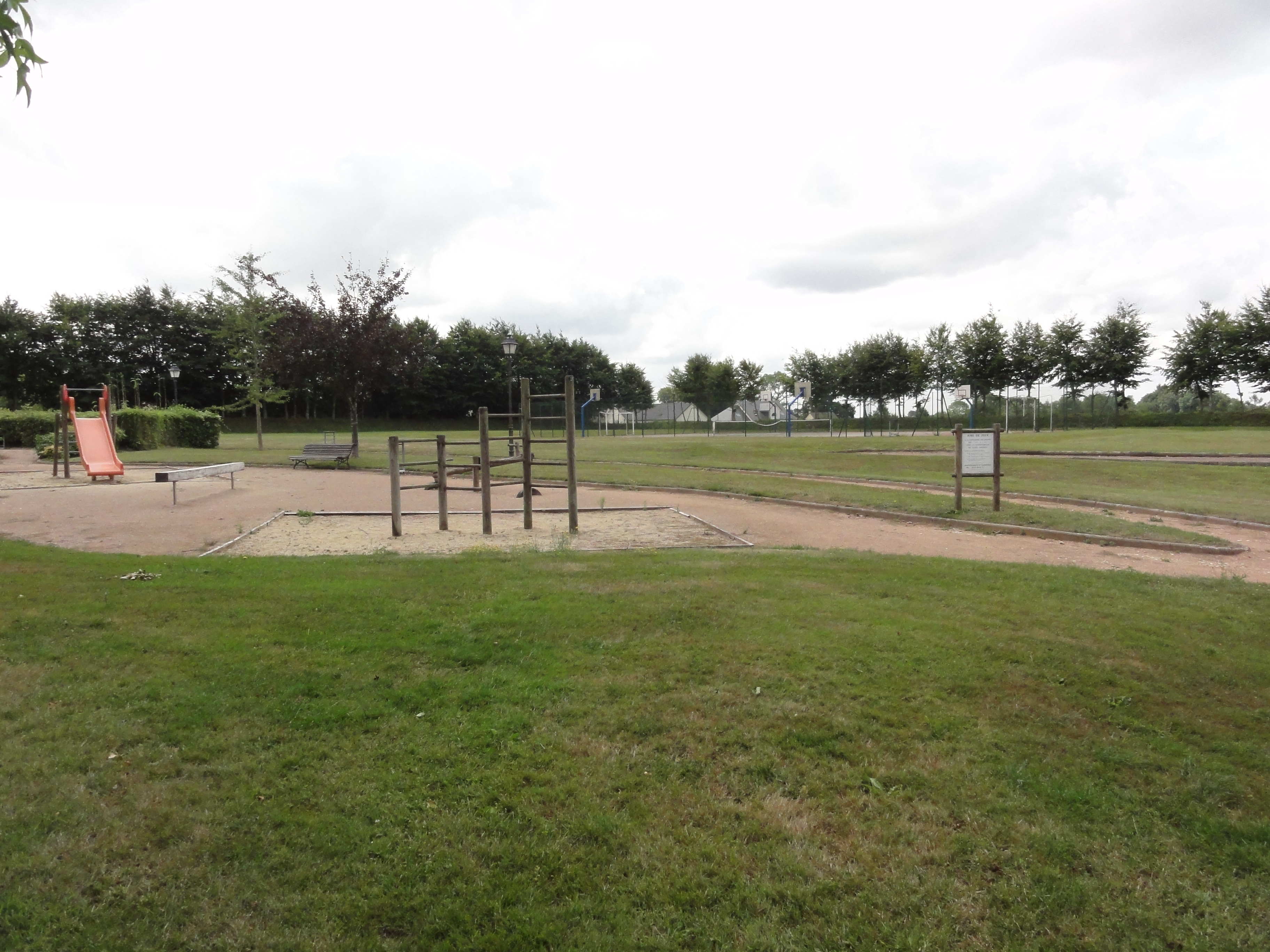
terrain multisports
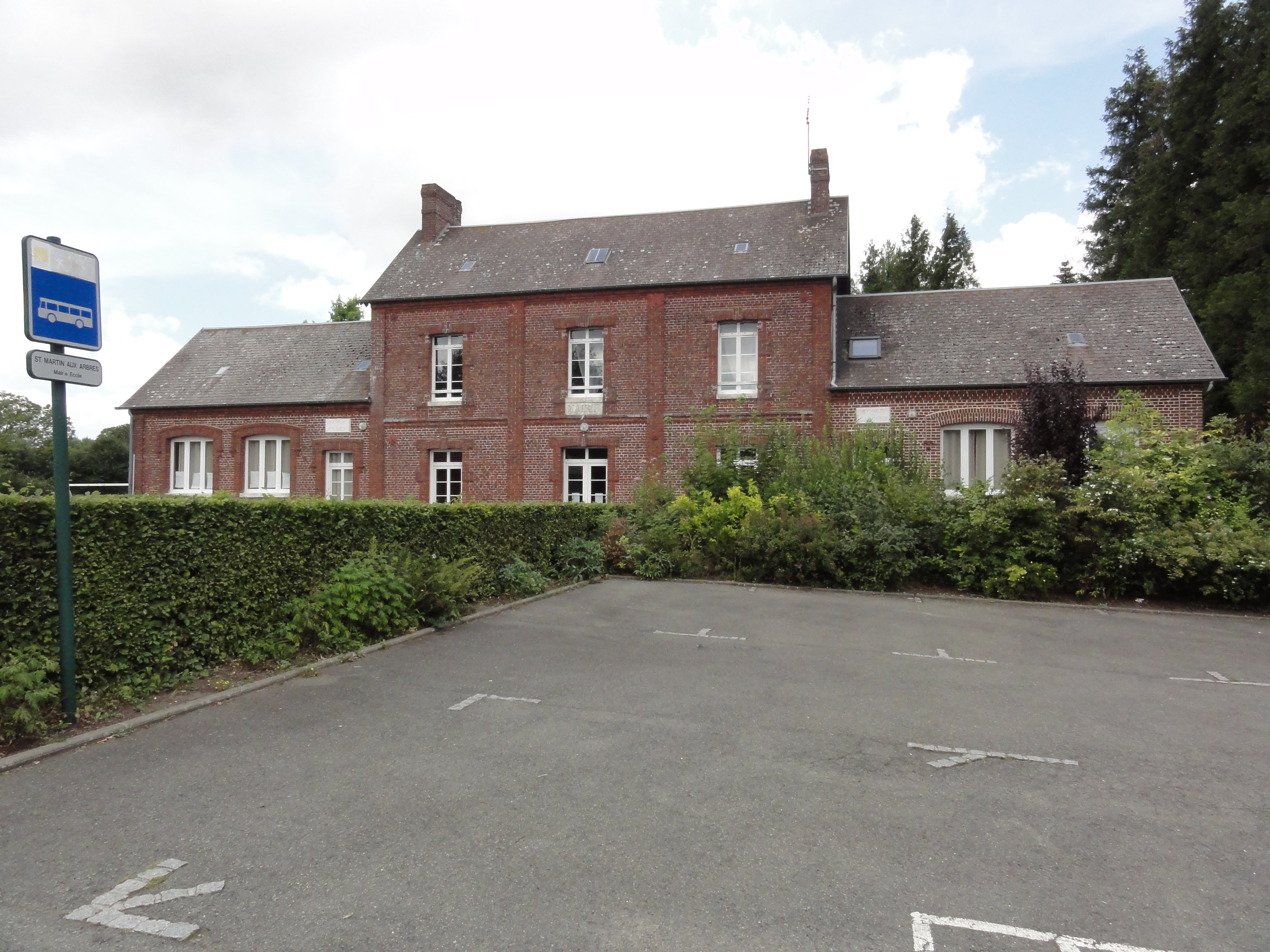
ancienne mairie-école

## Culture locale et patrimoine

### Lieux et monuments
- Église Saint-Martin[34] : Charles Lassire[35], qui s'est formé auprès de Marie-Eugène Barthélémy (1825-1900), est chargé de sa réédification à neuf au tout début du XXe siècle.
- Monument aux morts.

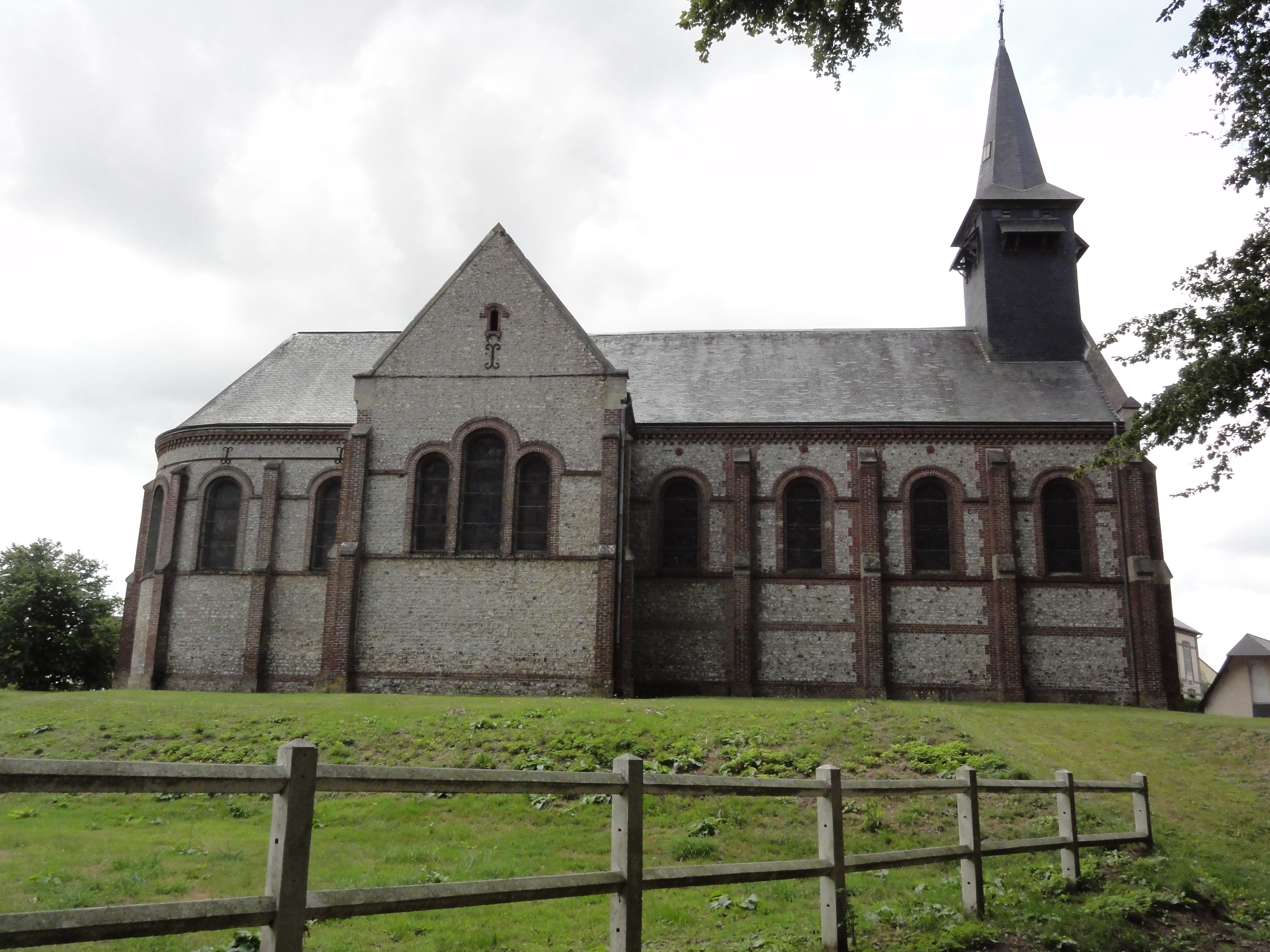
L'église Saint-Martin.
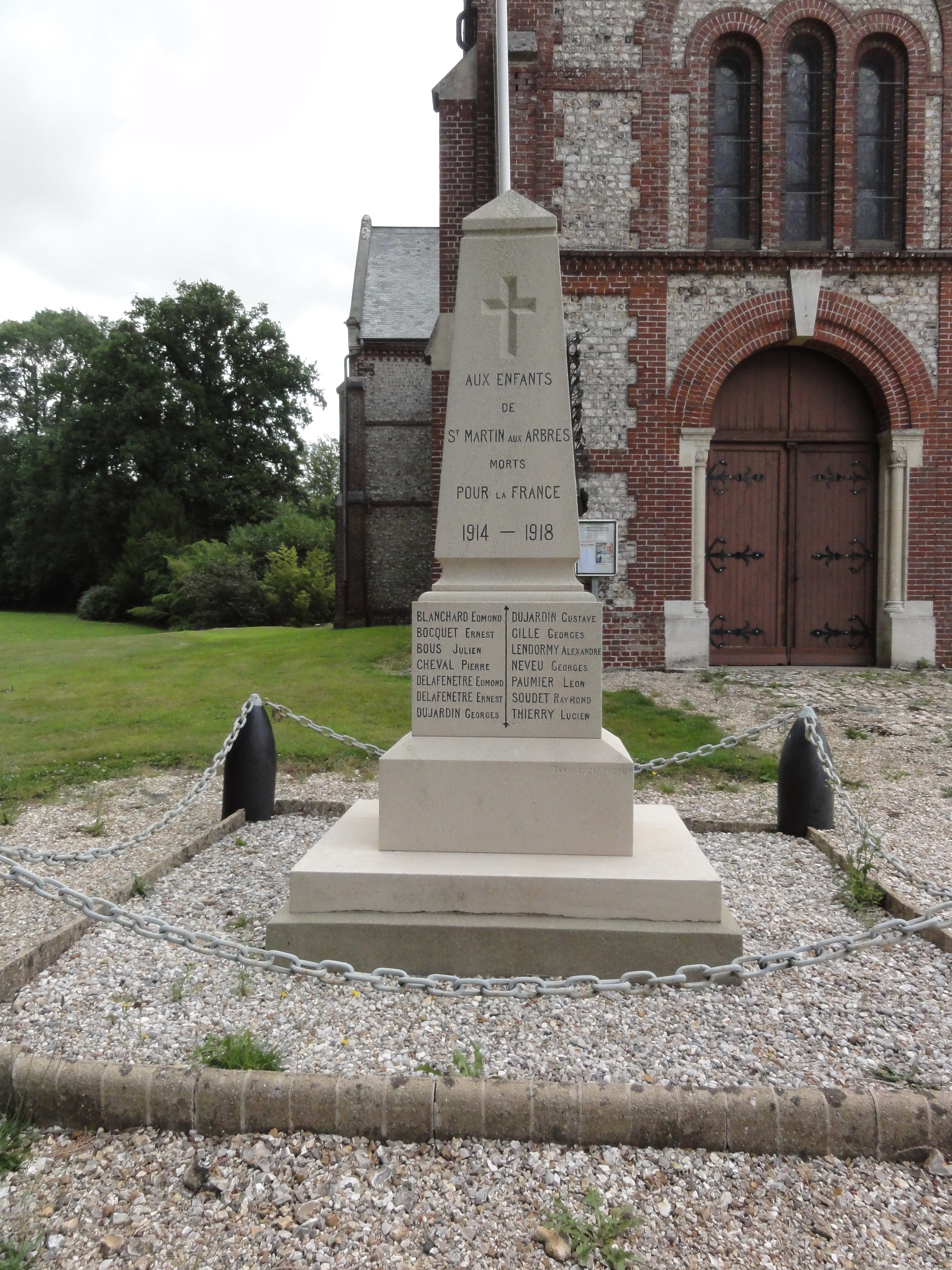
Le monument aux morts.

## Pour approfondir